# Maurice Reinhold von Stern

Maurice Reinhold von Stern

Maurice Reinhold von Stern (* 3. April 1860 in Reval, Russisches Kaiserreich; † 28. Oktober 1938 in Höflein, Gemeinde Ottensheim, Oberösterreich) war ein Schriftsteller und Journalist.

## Leben
Maurice Reinhold von Stern wuchs als Sohn des deutsch-baltischen Dichters und Gutsbesitzers Carl Walfried von Stern (1819–1874) und dessen Ehefrau Caroline von Patkul auf dem familieneigenen Gut bei Fellin/Viljandi im damals zum Russischen Reich gehörenden Gouvernement Estland auf. Der Historiker Carl Friedrich von Stern war sein älterer Bruder. Nach Besuch des Gymnasiums in Dorpat (estn. Tartu) nahm er von 1876 bis 1879 als Freiwilliger am Russisch-Türkischen Krieg teil. Danach war er Redaktionsmitglied der Revalschen Zeitung. 
Stern lebte ab 1881 in New York, mit verschiedensten Tätigkeiten und in großer Armut. Er besuchte regelmäßig sozial-demokratische Veranstaltungen. Er war dann für die New Yorker Staats-Zeitung und die New Yorker Volkszeitung tätig und gründete die New Jersey Arbeiterzeitung. Diese Zeit schilderte er in seinem autobiografischen Roman Walter Wendrich (1895).
Im Frühjahr 1885 kehrte Stern nach Europa zurück und begann in Zürich zu studieren, wurde allerdings wegen seines dezidierten Eintretens für das Frauenstudium von der Universität verwiesen. Danach verfasste er als freier Schriftsteller sozialpolitische und philosophische Schriften, war 1888–1890 Redakteur beim Zürcher Volksblatt und gründete 1892 die Monatsschrift Stern’s literarisches Bulletin der Schweiz, welches 1898 Konkurs ging.
Er übersiedelte danach in die Gegend von Linz (Oberösterreich), wo er sich der deutschnationalen Bewegung anschloss. Ab Dezember 1901 übernahm er die Schriftleitung des Kyffhäuser und war eine Zeitlang Direktor der Österreichischen Verlagsanstalt. In den 1920er Jahren verfasste er auch einige Schriften philosophischen Inhalts, etwa Weltanschauung, 1921, oder Theorie des Unbewußten, 1928. Seine letzten Lebensjahre verbrachte Stern zurückgezogen in seinem Haus bei Ottensheim.
Stern war ab 1895 mit Anna Marie Schnurrenberger verheiratet und hatte mit ihr drei Söhne: Johann, Karl und Max.

## Bedeutung
Stern begann seine journalistische und schriftstellerische Tätigkeit als Sozialist. Im späteren Leben wandte er sich der Deutschradikalen Partei zu und ordnete sich selbst als Schriftsteller der Heimat- und Provinzkunst zu.

## Werke (Auswahl)
| - Proletarierlieder, 1885 - Die Pendants: Lustspiel, 1885 - Der Gottesbegriff in der Gegenwart und Zukunft: Ein Versuch zur Verständigung, 1887 - Das Anderskönnen: Ein populär-philosophischer Beitrag zur Frage der Willensfreiheit, 1888 - Stimmen im Sturm: Gesammelte Dichtungen dem arbeitenden Volke gewidmet, 1888 (2. erw. Aufl. der Proletarierlieder) - Das "Anderskönnen", 1888 - Excelsior!: Neue Lieder, 1889 - Alkohol und Sozialismus. Ein Appell ans Volk, 1889 - Sonnenstaub: Neue Lieder, 1890 - Höhenrauch: Neue Gedichte, 1890 - Von jenseits des Meeres, 1890 - Ausgewählte Gedichte, 1891 - Aus dem Tagebuch eines Enthaltsamen: Aphorismen über die Alkoholfrage., 1891 - Mässigkeit und Enthaltsamkeit, 1891 - Nebensonnen: Neue Gedichte, 1892 - Aus den Papieren eines Schwärmers: Worte an die Zeitgenossen: 1. Kor. 13, 1893 - Mattgold. Neue Dichtungen, 2. Aufl. 1893 - Die Insel Ahasver's: Ein episches Gedicht, 1893 - Stimmen der Stille: Gedanken über Gott, Natur und Leben, 1893 - Erster Frühling: Ein [Sonettenkranz] und andere Gedichte, 1894 - Walter Wendrich. Roman aus der Gegenwart, 1895 (PDF; 14,4 MB auf den DSpace-Seiten der Universität Tartu) - Dagmar Lesseps und andere Gedichte, 1896 - Lieder eines Buchhändlers: Neue Gedichte, 1898 - Diomed: Ein Schauspiel in drei Akten, 1899 - Abendlicht: Neue Gedichte, 1899 | - Waldskizzen aus Oberösterreich, 1901 - Das Richtschwert von Tabor und andere Novellen, 1901 - Typen und Gestalten moderner Belletristik und Philosophie, 1902 - Blumen und Blitze: Neue Dichtungen, 1902 - Traumkönig. Dramatische Dichtung in 5 Aufzügen, 1903 - Sonnen-Wolken: Neue Strophen, 1904 - Indiskretionen, 1904 - Die Selbsterziehung als Grundlage der sozialen Reform, 1904 - Gesammelte Gedichte, 1905 - Lieder aus dem Zaubertal: Neue Strophen, 1905 - Die Seiltänzer und andere Erzählungen, 1905 - Donner und Lerche: Neue Gedichte, 1907 - Dämmerlicht, 1908 - Es ist ein armes Wörtchen nur: Gedicht, 1909 - Wildfeuer: Neue Verse, 1911 - Wilhelm Jordan: Ein deutsches Dichter- u. Charakterbild, 1911 - Weltanschauung: Ergebnisse freien Denkens, 1921 - Gedichte, 1922 - Das Welt-Vakuum: Ergebnisse freien Denkens, 1923 - Auf Goldgrund: Neue Gedichte, 1925 - König Narr. Ein dramatisches Spiel in Versen in 3 Akten, 1928 - Theorie des Unbewussten, 1928 |